# Mare de Déu de Lurdes dels Banys de Toès
La Mare de Déu de Lurdes dels Banys de Toès és una capella dels jardins del balneari dels Banys de Toès, del terme comunal de Nyer, de la comarca del Conflent, a la Catalunya del Nord.
Està situada en els jardins del balneari dels Banys de Toès.